# 160 (số)

## Trong toán học
- 160 (một trăm sáu mươi) là một số tự nhiên ngay sau 159 và ngay trước 161.

## Trong viễn thông
- Số ký tự cho phép trong một dịch vụ tin nhắn ngắn tiêu chuẩn